# South Shields
Pour les articles homonymes, voir Shields.
South Shields est une ville côtière à l'embouchure de la rivière Tyne située dans le district métropolitain de South Tyneside. Elle se trouve à environ 8 km en aval de Newcastle-upon-Tyne, au Nord-Est de l'Angleterre, située dans le comté de Tyne and Wear.
Cette ville portuaire compte près de 83 000 habitants. Un dispositif de plusieurs phares permet la navigation maritime à l'entrée de la rivière et de Port of Tyne (en).

## Naissances
- Ramón Zabalo, international espagnol de football (né le 10 juin 1910).
- Ridley Scott, réalisateur Alien, Blade Runner, Gladiator, etc. Né le 30 novembre 1937.
- Frank Williams, fondateur de l'écurie de Formule 1 Williams F1 Team (né le 16 Avril 1942)
- Harry Cook (né en 1949), pratiquant d'arts martiaux anglais
- Joe McElderry, vainqueur de The X Factor UK en 2009
- Jade Thirlwall, du groupe Little Mix
- Perrie Edwards, du groupe Little Mix